# Oostdorp (Enkhuizen)
Het Oostdorp was een dorp nabij het huidige Enkhuizen, buiten de Westfriese Omringdijk gelegen. Het dorp is vermoedelijk overstroomd bij de Sint-Elisabethsvloed van 1421 en werd daarna prijsgegeven aan de zee. Een deel van de daar staande kerk is hergebruikt in de Zuider- of Sint-Pancraskerk, nadat de voormalige bewoners daarvoor in 1422 toestemming kregen van Jan van Beieren. Het dorp wordt genoemd in de dijkverstoeling van de Westfriese Omringdijk van 1319.